# Adrian Leat
Adrian Leat (Subiaco, 22 de septiembre de 1987) es un deportista neozelandés que compitió en judo. Ganó cinco medallas en el Campeonato de Oceanía de Judo entre los años 2008 y 2016.
Es máster en Arquitectura del Instituto Tecnológico de Unitec (2012).

## Palmarés internacional
| Campeonato de Oceanía | Campeonato de Oceanía        | Campeonato de Oceanía | Campeonato de Oceanía |
| Año                   | Lugar                        | Medalla               | Categoría             |
| --------------------- | ---------------------------- | --------------------- | --------------------- |
| 2008                  | Christchurch (Nueva Zelanda) | Medalla de plata      | –73 kg                |
| 2013                  | Apia (Samoa)                 | Medalla de plata      | –73 kg                |
| 2014                  | Auckland (Nueva Zelanda)     | Medalla de bronce     | –73 kg                |
| 2015                  | Païta (Francia)              | Medalla de bronce     | –73 kg                |
| 2016                  | Canberra (Australia)         | Medalla de bronce     | –73 kg                |